# Pangio apoda
Pangio apoda es una especie de pez de la familia Cobitidae en el orden de los Cypriniformes.

## Morfología
• Los machos pueden llegar alcanzar los 3,8 cm de longitud total.
- Número de  vértebras: 51-53.[1]

## Hábitat
Vive en zonas de clima tropical.

## Distribución geográfica
Se encuentra en la India.